# Hoquiam
Hoquiam är en stad (city) i Grays Harbor County i delstaten Washington. Vid 2010 års folkräkning hade Hoquiam 8 726 invånare.

## Kända personer från Hoquiam
- Harris Ellsworth, politiker
- Walt Morey, författare